# Talaromyces galapagensis
Talaromyces galapagensis är en svampart som beskrevs av Samson & Mahoney 1977. Talaromyces galapagensis ingår i släktet Talaromyces och familjen Trichocomaceae.   Inga underarter finns listade i Catalogue of Life.